# Zeiraphera ratzeburgiana
Zeiraphera ratzeburgiana là một loài bướm đêm thuộc họ Tortricidae. Nó được tìm thấy ở miền bắc và central châu Âu to miền đông Nga.
Sải cánh dài 12–15 mm. Con trưởng thành bay vào tháng 7 và tháng 8.
Ấu trùng chủ yếu ăn Picea abies, but has also been recorded on Picea sitchensis, Picea smithiana, Pinus sylvestris, Pinus pinea và Abies cephalonica.

## Hình ảnh

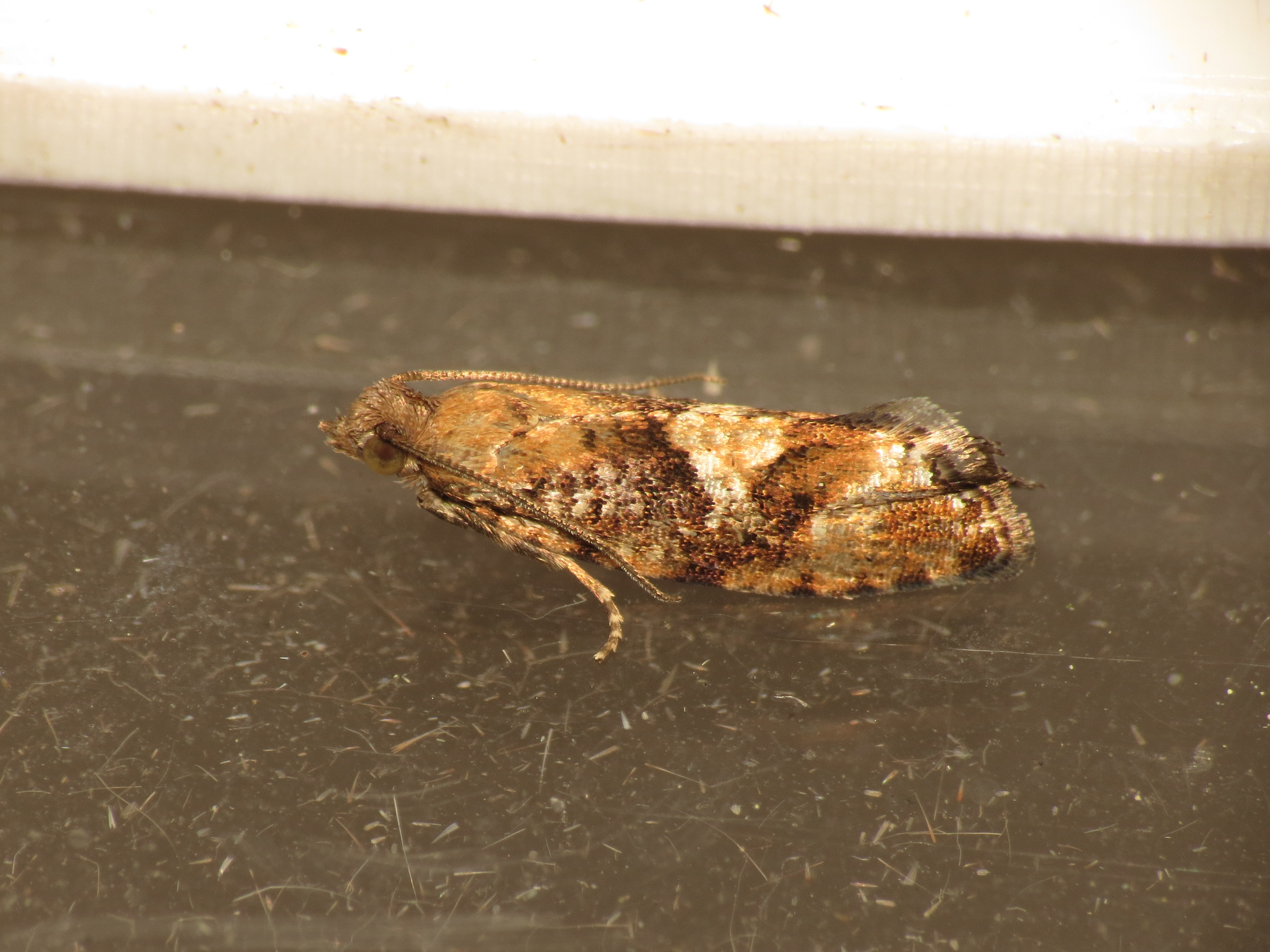
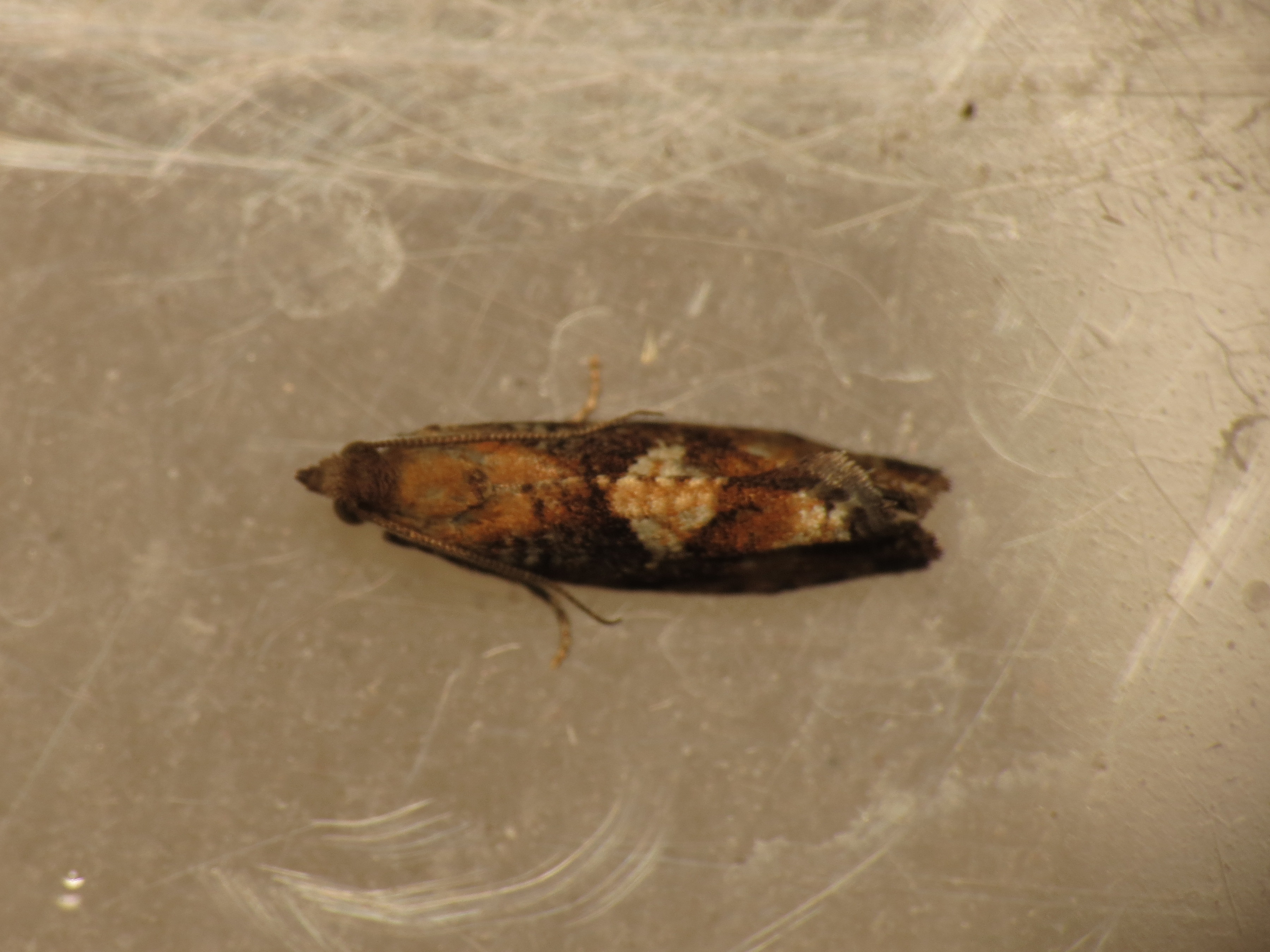
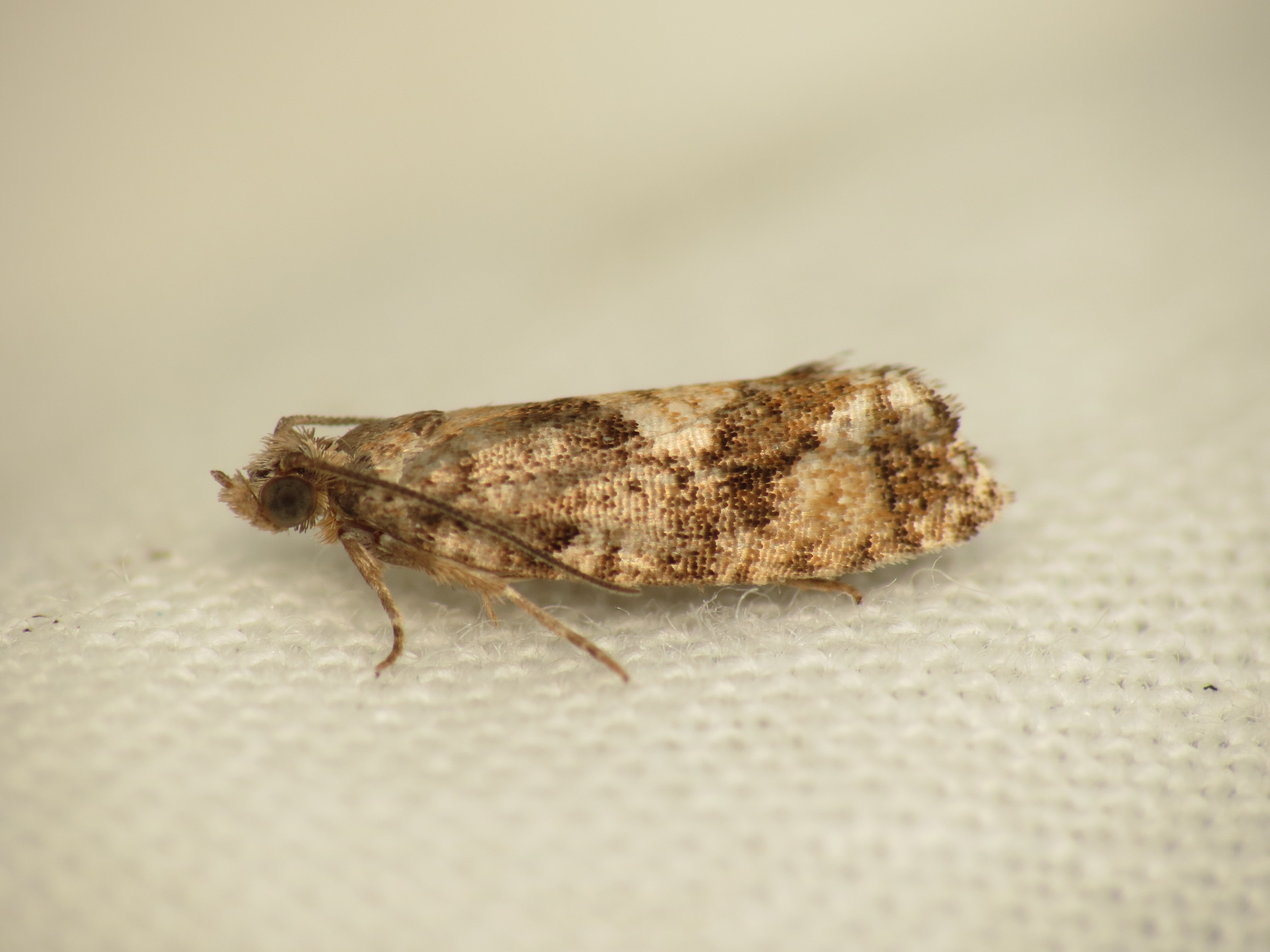
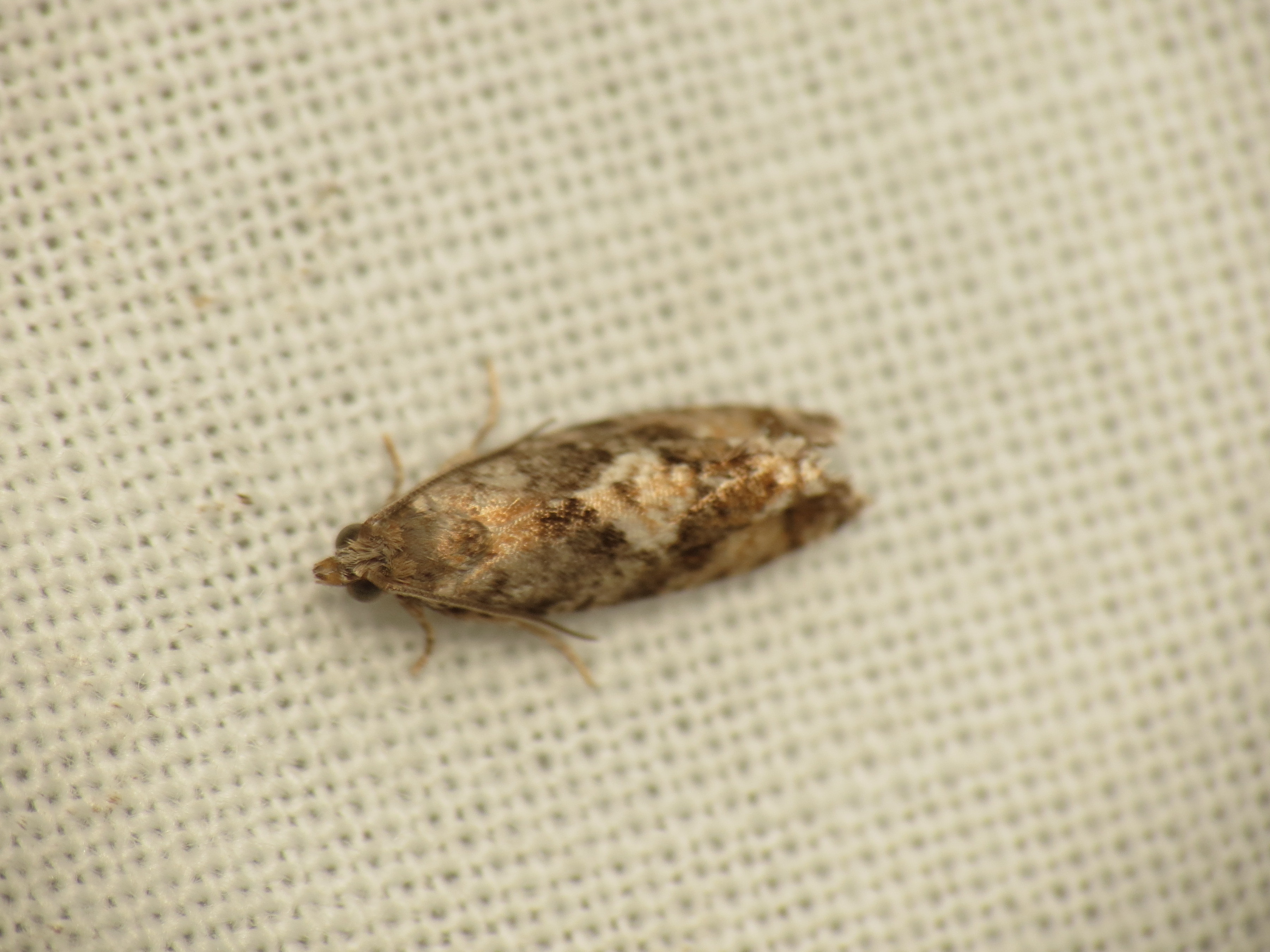